# Colle de peau
 (février 2015).
Si vous disposez d'ouvrages ou d'articles de référence ou si vous connaissez des sites web de qualité traitant du thème abordé ici, merci de compléter l'article en donnant les références utiles à sa vérifiabilité et en les liant à la section « Notes et références ».

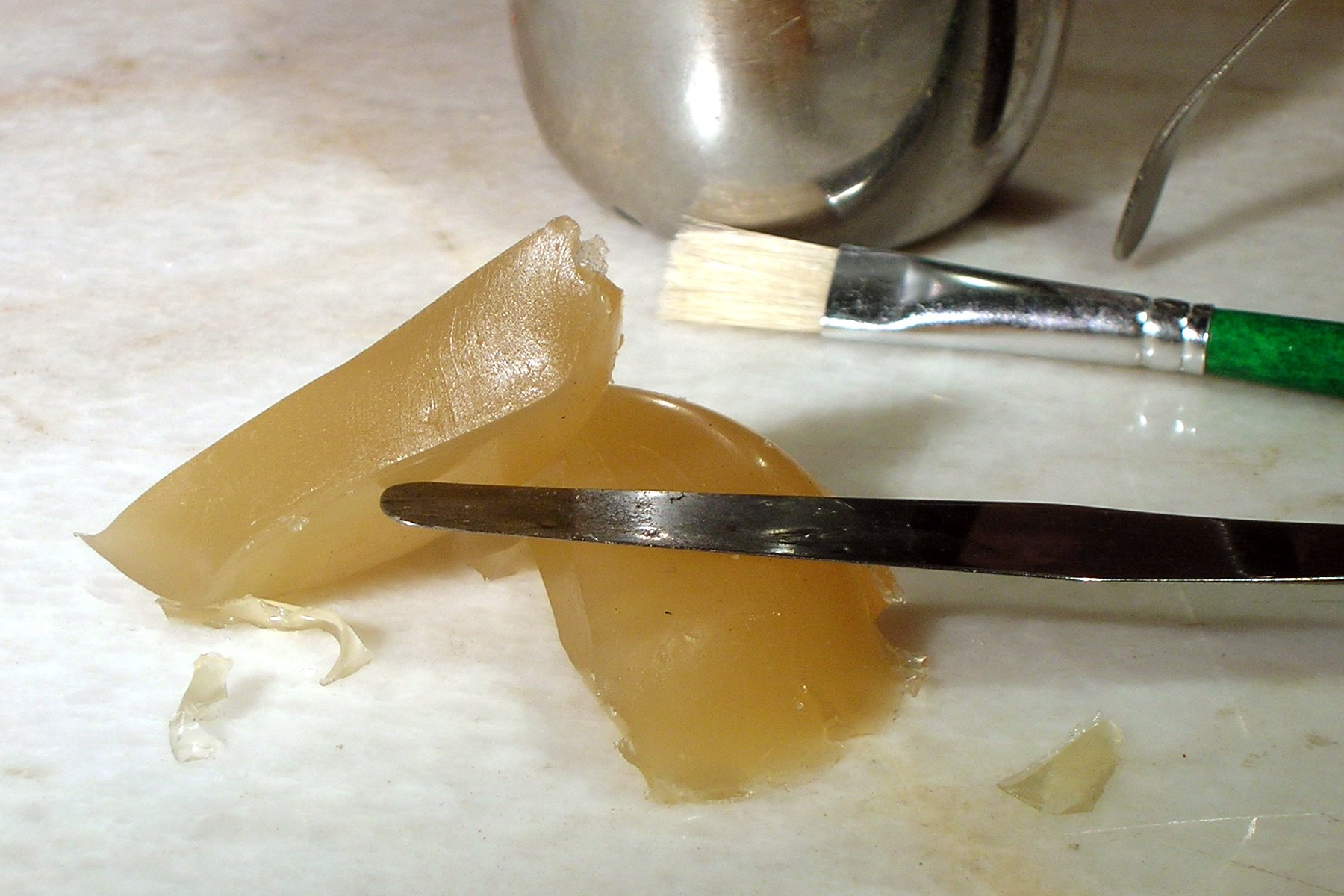
Colle de peau à température ambiante

La colle de peau est une gélatine thixotrope fabriquée à partir de peau de lapin, ou parfois de vache, de porc. Elle est utilisée pour la fabrication des icônes, en sous-couche, pour encoller la toile de marouflage, pour fabriquer les enduits. Dans la technique de la peinture à la colle, elle lie les pigments. Elle est utilisée aussi dans les techniques d'ébénisterie, de dorure et de laque européenne.
Elle doit être utilisée à chaud, le refroidissement la gélifiant, et rapidement ; pour ne pas la laisser pourrir, il faut l'adjonction d'un peu d'essence d'amande amère.
Les enduits obtenus étant très cassants, cette colle n'est utilisée en général que pour la peinture sur bois.
L'adjonction de glycérine peut assouplir la colle. Cependant, cette dernière peut réagir avec les autres additifs, altérant la qualité de l'encollage.
Elle se présente sous la forme de paillettes, de granules, ou de plaques sous le nom de colle Totin, du nom du fabricant.
"Il existait encore après la dernière guerre deux fabricants de colle de peau de lapin en France, la Maison Totin Frères et la Maison Chardin.". Jusqu'en 2004, il existait encore les Établissements Georges Alquier, situés près de Toulouse, qui fabriquaient cette colle de peau de lapin.
Utilisation : 
- faire tremper 5  à   20 g de colle dans 100 ml d'eau pendant 24 heures ;
- ajouter les additifs (CaCO3 par ex.) ;
- chauffer au bain-marie au-dessus de 37 °C (les températures trop élevées détruisent la colle) ;
- appliquer rapidement sur la toile.

## Fabrication

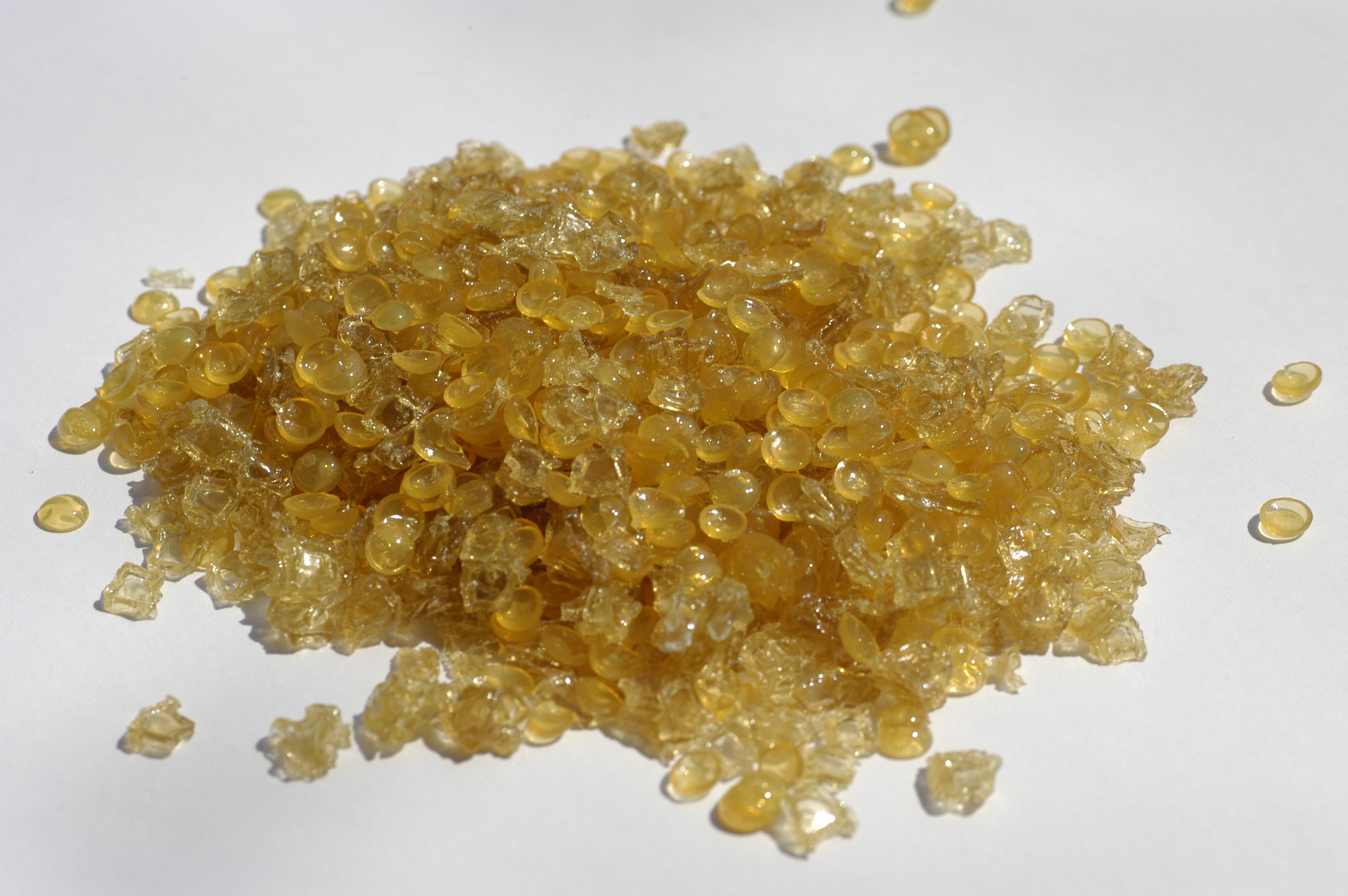
Colle animale en granulés

La colle animale est un adhésif qui est créé par ébullition prolongée du tissu conjonctif animal (un processus de réutilisation appelé en anglais rendering). Ces colles colloïdales protéiques sont formées par hydrolyse du collagène de la peau, des os, des tendons et d'autres tissus, similaire à la gélatine. Le mot collagène lui-même dérive du grec κόλλα ( kolla ), signifiant 'colle'. Ces protéines forment une liaison microscopique avec l'objet collé. Conventionnellement, les colles de kératine, bien que fabriquées à partir de parties animales comme les cornes et les sabots, ne sont pas considérées comme des "colles animales" car ce ne sont pas des colles de collagène.
Les peaux d'animaux sont trempées dans l'eau pour produire du stock. Le stock est ensuite traité à la chaux pour décomposer les peaux. Les peaux sont ensuite rincées pour éliminer le calcaire, tout résidu étant neutralisé avec une solution d'acide faible. Les peaux sont chauffées, dans l'eau, à une température soigneusement contrôlée autour de 70 °C (158 °F) . La liqueur de colle est ensuite retirée, plus d'eau ajoutée et le processus répété à des températures croissantes.
La liqueur de colle est ensuite séchée et réduite en granulés.

## Utilisation

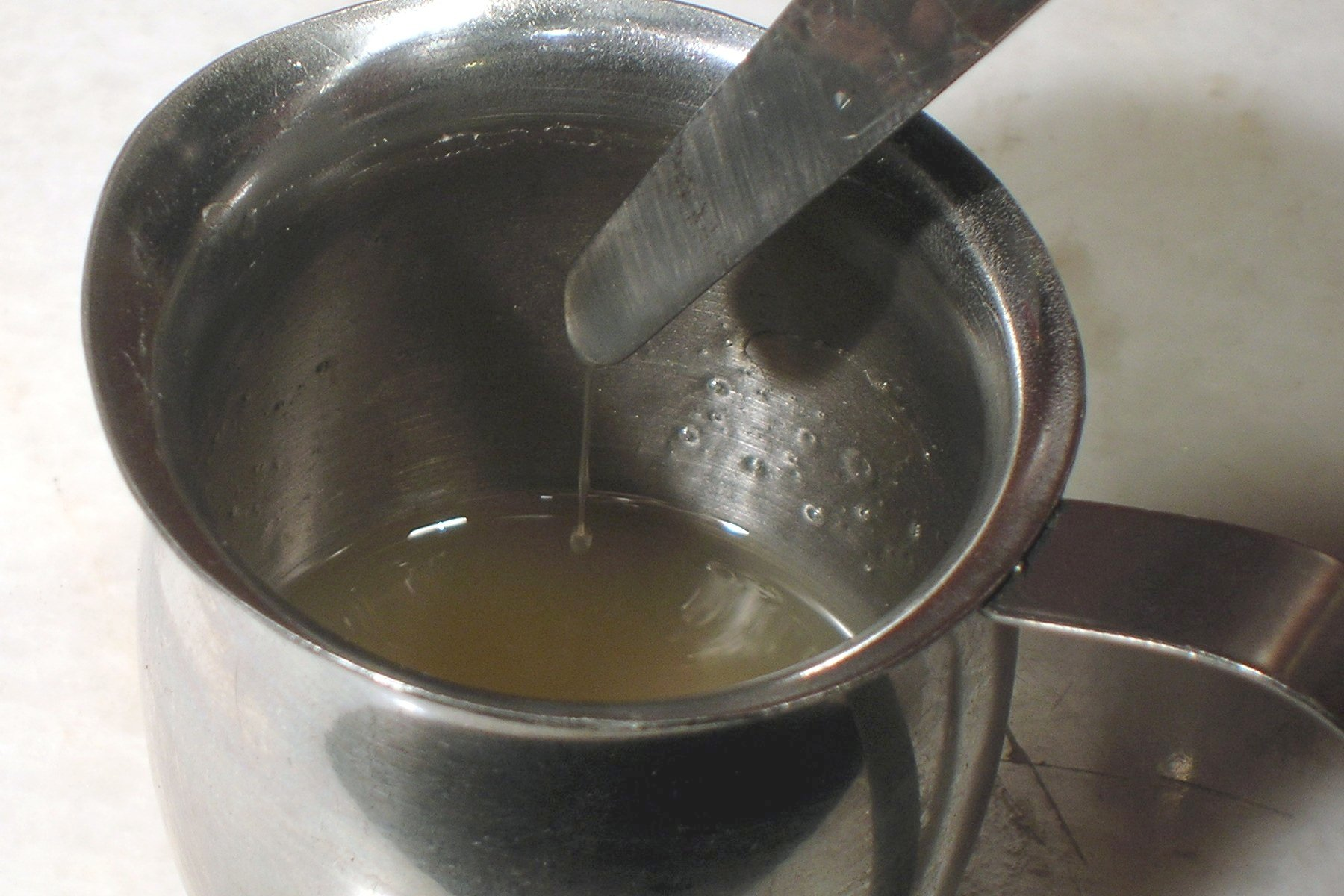
colle de peau chaude

La colle de peau est fabriquée à partir de peau d'animal et est souvent utilisée dans le travail du bois. Elle peut être fournie sous forme de granulés, de flocons ou de feuilles plates, qui ont une durée de conservation indéfinie s'ils sont conservés au sec. Elle est dissoute dans l'eau, chauffée et appliquée à chaud, généralement autour de 60 °C (140 °F). Les températures plus chaudes détruisent rapidement la résistance de la colle de peau. Des pots de colle commerciaux, de simples bains-marie peuvent être utilisés pour garder la colle chaude pendant son utilisation. Au fur et à mesure que la colle de peau refroidit, elle se gélifie rapidement. À température ambiante, la colle de peau préparée a la consistance d'une gélatine rigide, qui est en fait une composition similaire. La colle de peau gélifiée n'a pas de résistance significative, il est donc essentiel d'appliquer la colle, d'ajuster les pièces et de les maintenir stables avant que la température de la colle ne descende bien en dessous de 50 °C (120 °F).
Toutes les colles ont un temps ouvert, la durée pendant laquelle la colle reste liquide et maniable. L'assemblage de pièces après l'expiration du temps ouvert entraîne une liaison faible. Le temps d'ouverture de la colle de peau est généralement d'une minute ou moins. En pratique, cela signifie souvent devoir chauffer les pièces à coller, et coller dans une pièce très chaude, mais ces étapes peuvent être supprimées si l'opération de collage et de serrage peut être effectuée rapidement.
Lorsque la colle de peau est utilisée occasionnellement, l'excès de colle peut être conservé dans un congélateur, pour éviter la détérioration due à la croissance de micro-organismes . La colle de peau a certaines propriétés de remplissage des espaces, bien que les adhésifs modernes de remplissage des espaces, tels que la résine époxy, soient meilleurs à cet égard.
La colle de peau qui est liquide à température ambiante est également possible grâce à l'ajout d'urée. Dans les tests de résistance effectués par Mark Schofield de Fine Woodworking Magazine, la "colle de peau liquide" se mesure favorablement à la colle de peau normale en termes de résistance moyenne de la liaison. Cependant, toute colle de peau liquide de plus de six mois peut être suspecte car l'urée finit par hydrolyser la structure protéique de la colle et l'affaiblit - même si le produit a été protégé avec divers bactéricides et fongicides pendant la fabrication.

## Propriétés
Les inconvénients importants de la colle de peau - ses limitations thermiques, son temps ouvert court et sa vulnérabilité aux micro-organismes - sont compensés par plusieurs avantages. Les assemblages de colle de peau sont réversibles et réparables. Les assemblages récemment collés se détacheront facilement avec l'application de chaleur et de vapeur. La colle de peau adhère à elle-même, de sorte que le réparateur peut appliquer une nouvelle colle de peau sur l'assemblage et le resserrer. En revanche, les colles PVA n'adhèrent pas à elles-mêmes une fois qu'elles sont durcies, donc une réparation réussie nécessite d'abord d'enlever l'ancienne colle - ce qui nécessite généralement d'enlever une partie du matériau à coller.
La colle de peau crée un joint quelque peu cassant, de sorte qu'un choc violent provoque souvent une cassure très nette le long du joint. En revanche, le clivage d'un joint collé avec du PVA endommagera généralement le matériau environnant, créant une cassure irrégulière plus difficile à réparer. Cette fragilité est mise à profit par les luthiers. Par exemple, les instruments de la famille des violons nécessitent un démontage périodique pour les réparations et l'entretien. Le haut d'un violon s'enlève facilement en faisant levier avec un couteau à palette entre le haut et les côtes, et en le faisant passer tout autour du joint. La fragilité permet de retirer la table, souvent sans endommager le bois de manière significative. Pour recoller le dessus, il suffit d'appliquer une nouvelle colle chaude sur le joint. Si la table du violon était collée avec de la colle PVA, retirer la table nécessiterait de la chaleur et de la vapeur pour démonter l'assemblage (causant des dommages au vernis), puis le bois devrait être retiré du joint pour s'assurer qu'il ne reste pas de colle PVA durcie avant recollage du dessus.
La colle de peau fonctionne également comme sa propre serre-joint. Une fois que la colle commence à se gélifier, elle resserre l'assemblage. Les luthiers peuvent coller ensemble les coutures centrales des plaques supérieure et arrière à l'aide d'un joint frotté plutôt qu'à l'aide de serre-joints. Cette technique consiste à enduire la moitié du joint avec de la colle de peau chaude, puis à frotter l'autre moitié contre le joint jusqu'à ce que la colle de peau commence à se gélifier, moment à partir duquel la colle devient collante. À ce stade, la plaque est ajustée sans serre-joints et la colle de peau resserre le joint en durcissant.
La colle de peau retrouve ses propriétés de travail après refroidissement si elle est réchauffée. Cette propriété peut être utilisée lorsque le temps ouvert de la colle ne permet pas un collage normal du joint. Par exemple, un fabricant de violoncelles peut ne pas être en mesure de coller et de serrer une table sur les côtes de l'instrument dans le court temps d'ouverture d'une minute disponible. Au lieu de cela, le constructeur déposera un cordon de colle le long des nervures et le laissera refroidir. Le dessus est ensuite fixé aux côtes. En se déplaçant de quelques centimètres à la fois, le fabricant insère un couteau à palette chauffé dans le joint, chauffant la colle. Lorsque la colle est liquéfiée, le couteau à palette est retiré et la colle refroidit, créant une liaison. Un processus similaire peut être utilisé pour coller des placages sur un substrat. Le placage et/ou le support est enduit de colle à chaud. Une fois la colle froide, le placage est positionné sur le support. Un objet chaud tel qu'un fer à repasser est appliqué sur le placage, liquéfiant la colle sous-jacente. Lorsque le fer est retiré, la colle refroidit, collant le placage au substrat.
Les assemblages à la colle de peau ne fluent pas sous les charges. Les colles PVA créent des joints en plastique, qui flueront avec le temps si de lourdes charges leur sont appliquées.
La colle de peau est fournie dans de nombreuses grammages différents, chacun adapté à des applications spécifiques. Les constructeurs d'instruments et d'armoires utiliseront une gamme de 120 à 200 grammes de force. Certaines colles de peau sont vendues sans gramme de force spécifié. Les utilisateurs expérimentés évitent cette colle car la colle peut être trop faible ou trop forte pour l'application prévue.

## Colle de peau de lapin
La colle de peau de lapin est plus flexible lorsqu'elle est sèche que les colles de peau typiques. Elle est utilisée dans le dimensionnement ou l'apprêt des toiles des peintres à l'huile. Elle est également utilisée dans la reliure et comme composant adhésif de certaines recettes de gesso et de compo.